# Zanclostomus
A Zanclostomus a madarak osztályának kakukkalakúak (Cuculiformes) rendjébe, valamint a kakukkfélék (Cuculidae) családjába és a selyemkakukkformák (Phaenicophaeinae) tartozó nem.

## Rendszerezés
Besorolása vitatott, egyes rendszerezők a Phaenicophaeus nembe sorolják az ide tartozó fajokat is.
A nembe az alábbi 4 faj tartozik:
- piroscsőrű selymeskakukk (Zanclostomus javanicus vagy Phaenicophaeus javanicus)
- tarkacsőrű kakukk (Zanclostomus calyorhynchus vagy Phaenicophaeus calyorhynchus)
- Zanclostomus curvirostris vagy Phaenicophaeus curvirostris